# Presură americană
Presura americană (Spiza americana) este o pasăre migratoare mică, consumatoare de semințe, din familia Cardinalidae. Se înmulțește pe pajiștile de preerie din vestul mijlociu al Statelor Unite și iernează în America Centrală, nordul Columbiei și nordul Venezuelei. Este singurul membru al genului Spiza, deși unele surse menționează o altă specie presupusă dispărută (a se vedea mai jos).

## Taxonomie
Presura americană a fost descrisă oficial în 1789 de către naturalistul german Johann Friedrich Gmelin sub numele binomial Emberiza americana. Gmelin și-a bazat descrierea pe „presura cu gât negru” pe care naturalistul galez Thomas Pennant o descrisese și ilustrase în 1785 în lucrarea sa Arctic Zoology. În prezent este singura specie plasată în genul Spiza, care a fost introdus în 1824 de naturalistul francez Charles Lucien Bonaparte. Denumirea genului Spiza este cuvântul grecesc antic pentru un tip comun de fringilide, despre care în prezent se presupune că este o cinteză. Specia este monotipă; nu sunt recunoscute subspecii.
Presura americană face parte dintr-un grup de Cardinalidae care mai include genurile Amaurospiza, Cyanocompsa, Cyanoloxia și Passerina. Spiza este singura dintre acestea care nu are culori structurale albastre în penajul său. Deși modelul de culoare și obiceiurile o îl diferențiază de celelalte Cardinalidae, ciocul său robust, în formă de con – mai robust decât la vrăbiile americane sau la cintezele tipice, cu care se aseamănă oarecum la prima vedere – dă de gol relațiile sale.
Un specimen problematic este adesea discutat sub numele de Spiza townsendi. Acest specimen a fost colectat la 11 mai 1833 de naturalistul american John Kirk Townsend, în New Garden Township, comitatul Chester, Pennsylvania. Exemplarul rămâne unic și nu se știe nimic cu certitudine despre ceea ce reprezintă; astfel, s-a sugerat chiar că ar fi o rudă dispărută. În 2014, Kyle Blaney a fotografiat pasărea în Ontario, dovedind existența sa continuă.